# لو زایکوف
لو نیکولاویچ زایکوف ( روسی: Лев Никола́евич Зайко́в؛ ۳ آوریل ۱۹۲۳، تولا، روسیه شوروی، اتحاد جماهیر شوروی – ۷ ژانویه ۲۰۰۲، سن پترزبورگ، روسیه ) سیاستمدار و دولتمرد شوروی بود، وی عضو دفتر سیاسی کمیته مرکزی و دبیر کمیته مرکزی حزب کمونیسم بود.

## افتخارات و جوایز
- قهرمان کار سوسیالیستی